# جيني رايموند
جيني رايموند هي ممثلة كندية، ولدت في القرن العشرين.

## وصلات خارجية
- جيني رايموند على موقع IMDb (الإنجليزية)
- جيني رايموند على موقع ألو سيني (الفرنسية)
- جيني رايموند على موقع أول موفي (الإنجليزية)
- جيني رايموند على موقع قاعدة بيانات الأفلام السويدية (السويدية)
- جيني رايموند على موقع قاعدة بيانات الفيلم (الإنجليزية)
- جيني رايموند على موقع كينوبويسك (الروسية)